# Descida de Cristo aos infernos

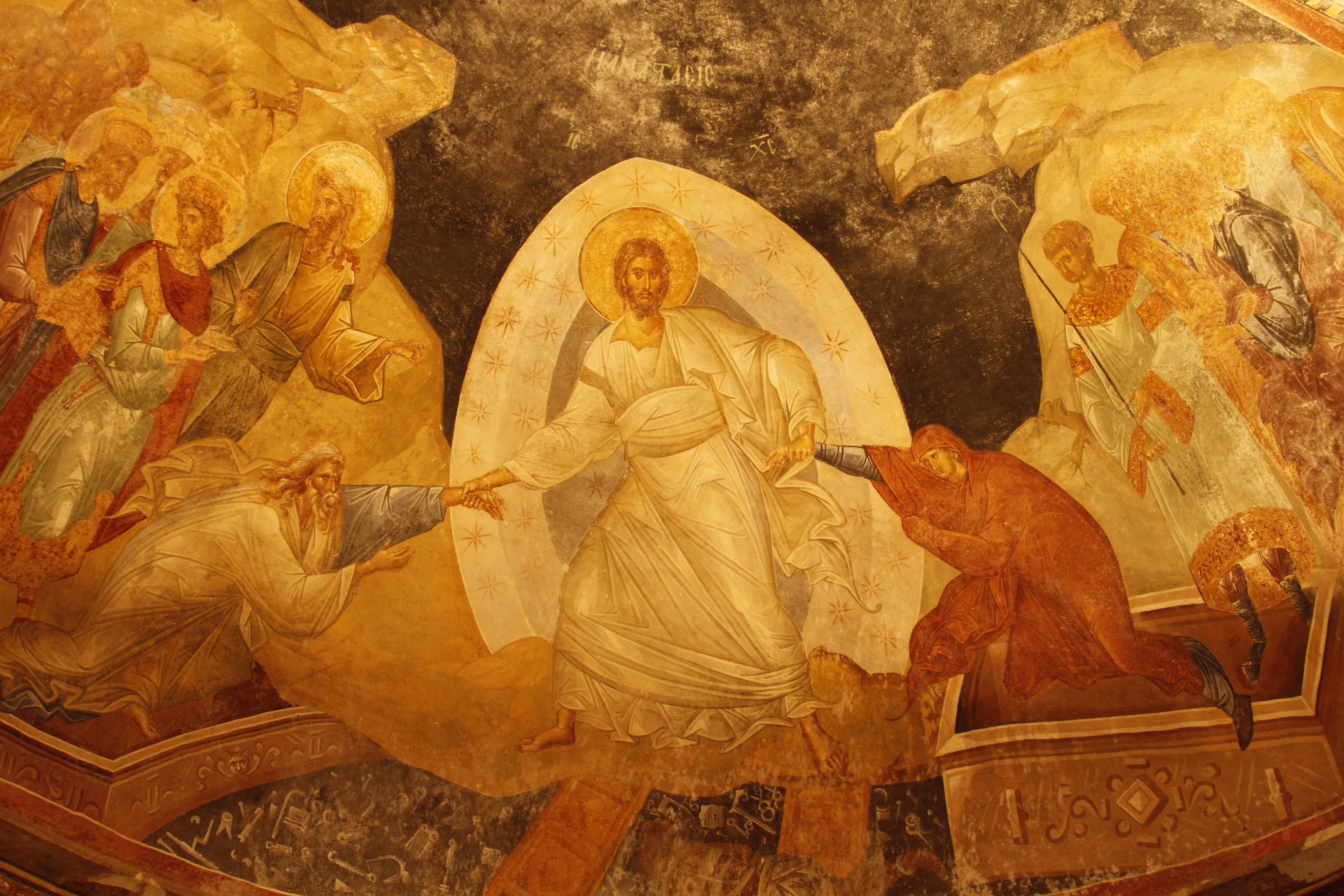
Afresco da Anastasis.
Igreja de Chora, em Istambul.

A Descida de Cristo aos infernos (em latim: Descensus Christi ad Inferos) é uma doutrina na teologia cristã referenciada no Credo dos Apóstolos e no Credo de Atanásio (Quicumque vult) e que afirma que Jesus "desceu ao Sheol". Ela é lembrada pelos católicos e ortodoxos no Sábado de Aleluia.
Segundo essa doutrina, após a sua morte na cruz e antes de sua gloriosa Ressurreição, Jesus Cristo desceu à Mansão dos mortos (Sheol, no hebraico; Hades, no grego), não para sofrer, mas para levar a salvação àqueles justos que haviam morrido antes da sua vinda ao mundo.
O termo "infernos" não deve ser entendido como o Inferno dos condenados (lugar de punição eterna), mas sim como uma morada onde se encontravam as almas dos justos do Antigo Testamento, que esperavam pela redenção prometida. Cristo desceu até eles como Salvador, libertando-os e conduzindo-os à luz da vida eterna. Este é um dos mistérios celebrados no Sábado Santo, quando a Igreja se recolhe em silêncio, meditando sobre o repouso de Cristo no túmulo e sua ação salvadora no mundo invisível.
As poucas referências explícitas nas Escrituras a respeito desta "descida" deu origem a interpretações diferentes. Na arte cristã, sobretudo na tradição bizantina, essa cena é retratada com o nome de Anástasis (grego para “ressurreição”), mostrando Cristo glorioso descendo aos infernos, esmagando as portas do Hades e erguendo pela mão Adão e Eva, simbolizando a humanidade redimida. Essa iconografia se espalhou posteriormente pelo Ocidente, especialmente a partir do século VIII.

## Terminologia
A expressão em grego utilizada no Credo dos Apóstolos é κατελθόντα εἰς τὰ κατώτατα - "katelthonta eis ta katôtata" - e, em latim, descendit ad inferos. O termo grego τὰ κατώτατα ("o mais baixo") e o latino inferos ("os abaixo") podem também ser traduzidos como "profundezas", "morada dos mortos" ou "limbo". Versões modernas do Credo geralmente o traduzem de forma mais literal como "ele desceu até os mortos".

## Fontes

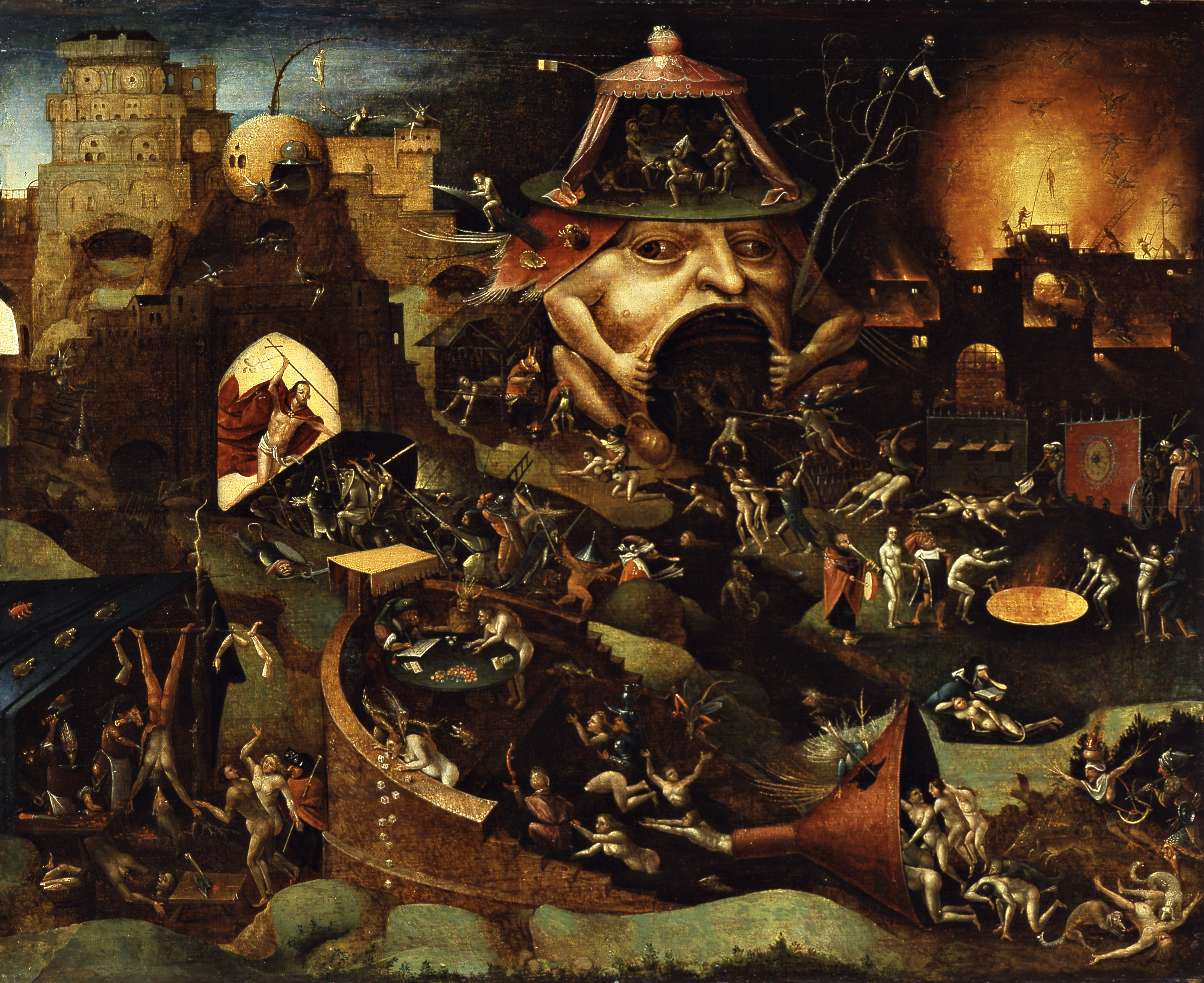
Cristo no limbo.
c. 1575. Por um discípulo de Hieronymus Bosch atualmente no Museu de Arte de Indianapólis, nos Estados Unidos.

### Escrituras
Diversas passagens do Novo Testamento já foram utilizadas para provar que Cristo teria descido ao inferno ou ao reino dos mortos antes de sua ascensão. Entre elas:
- Duas passagens da Primeira Epístola de Pedro são as principais bases para a doutrina:

- - «no qual também foi [Jesus] pregar aos espíritos em prisão, os quais noutro tempo foram desobedientes, quando a longanimidade de Deus esperava nos dias de Noé...» (I Pedro 3:19–20)

- - «Pois por isto foi o Evangelho pregado até aos mortos...» (I Pedro 4:6)

- Mateus 12:40, que traça um comparativo entre o profeta Jonas, que foi engolido por um peixe enorme, e Cristo, que ficou três dias morto.

- Atos 2:27 e Atos 2:31, que declaram explicitamente que Cristo não seria deixado no Hades, e que a sua carne não veria a corrupção.

- Efésios 4:8–10 também já foi proposto[quem?] como sugerindo a doutrina da descida ao inferno: "Por isso diz: Quando ele subiu ao alto, levou cativo o cativeiro, Deu dons aos homens. (Ora que quer dizer isto: Ele subiu, senão que também desceu aos lugares mais baixos da terra? Aquele que desceu é também o que subiu muito acima de todos os céus, para encher todas as coisas.)"

Este versículo é uma paráfrase truncada de Salmos 68:18, com o ponto de vista alterado: "Subiste ao alto, levaste cativos os prisioneiros; Recebeste dons dos homens, Mesmo dos rebeldes, para Deus Jeová habitar entre eles." Frank Stagg identifica três pontos de vista nesta passagem de Efésios:
- - O enterro de Jesus ou
  - Sua descida às profundezas ou o Inferno ou
  - Sua encarnação como sendo um ato de profunda humildade (vide Filipenses 2).

- Zacarias 9:11 faz referência a prisioneiros numa "cova que não há água". A referência aos cativos tem sido apresentada como sendo um reflexo dos prisioneiros de YHWH frente a seus inimigos em Salmos 68:17–18.

- Isaías 24:21–22 também faz referência a espíritos prisioneiros, um relato que lembra o de Pedro quando ele foi visitado por espíritos na prisão: "Naquele dia Jeová castigará o exército dos altos nas alturas, e os reis da terra sobre a terra. Serão ajuntados, como presos são ajuntados na cova, serão encarcerados na prisão, e depois de muitos dias serão visitados."

### Doutrina no cristianismo primitivo

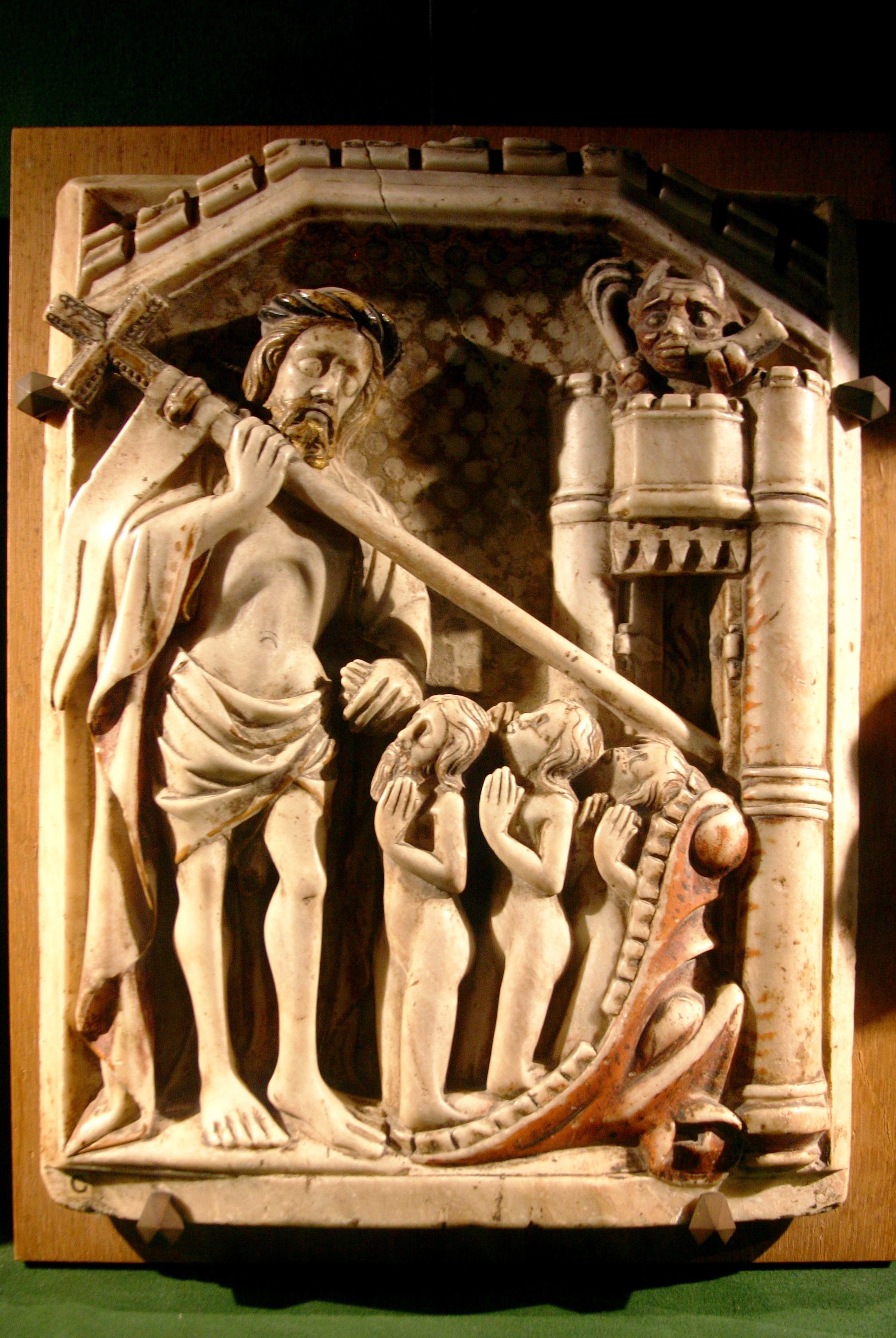
Descida de Cristo ao Inferno
Baixo-relevo do século XV na Cidadela de Carcassonne.

A descida de Jesus ao inferno era ensinada por teólogos na igreja antiga e aparece em diversas obras: "Homilia sobre a Paixão" de Melito de Sardis († c. 180); "Um Tratado sobre a Alma", 55, de Tertuliano († c. 220); "Tratado sobre Cristo e o Anticristo" de Hipólito († c. 236); "Contra Celso", 2:43, de Orígenes († c. 253) e , finalmente, os sermões de Ambrósio de Milão († c. 397).
O Evangelho de Mateus relata que imediatamente após a morte de Jesus, a terra tremeu, houve uma escuridão e um eclipse, o véu no Templo se partiu em dois e muitas pessoas se levantaram dos mortos e vagaram por Jerusalém, sendo vistas pela população. De acordo com o apócrifo Evangelho de Nicodemos, a descida ao inferno foi antecedida pela ressurreição de Lázaro dos mortos antes da crucificação.
Nos "Atos de Pilatos" - geralmente incorporado no texto medieval "Evangelho de Nicodemos", amplamente lido - a narrativa foi construída à volta de um original que pode remontar ao século III, com muitas melhorias e interpolações. Os capítulos 17 a 27 da obra chamam-se Decensus Christi ad Inferos e contém um dramático diálogo entre Hades e o príncipe Satã, além da entrada do "Rei da Glória", visto como ocorrendo dentro do Tártaro (vide abaixo).

## Conceitos sobre a vida após a morte
A visão do Antigo Testamento sobre a vida após a morte era a de que todas as pessoas, justas ou não, iam para o Sheol quando morriam. Nenhum hebreu jamais desceu até lá e retornou, embora uma visão do recém-falecido Samuel apareceu para Saul quando invocada pela bruxa de Endor (I Samuel 28:7–25). Diversas obras do período do Segundo Templo elaboram sobre o conceito de Sheol, dividindo-o em seções baseadas na justiça e piedade dos que morreram.
O Novo Testamento defende uma distinção entre o Sheol, a "mansão dos mortos", e o destino eterno dos que forem condenados no Juízo Final, que é chamado de diversas formas: geena (por exemplo, em Mateus 5:22), "trevas exteriores" (como em Mateus 8:12) ou lago do fogo eterno (ex. em Apocalipse 19:20). Esta distinção pode não ser aparente dependendo da tradução utilizada, com algumas utilizando-se do termo "inferno" indistintamente, ao contrário do original grego (vide traduções de Hades).
A visão helenística da descida heroica às profundezas e o triunfante retorno segue tradições que são muito mais antigas que as religiões de mistério populares no tempo de Jesus. O Épico de Gilgamesh contém uma episódio similar, assim como a Odisseia (cap. XI). Escrevendo logo após o nascimento de Jesus, Virgílio incluiu um episódio também na Eneida. O pouco que sabemos sobre a liturgia destas religiões de mistério - como os mistérios de Elêusis e o mitraísmo - sugere que um ritual de morte e renascimento do iniciante era uma parte importante do ritual. Este também tem paralelos muito mais antigos, em particular com os rituais de Osíris. A antiga homilia chamada "A Descida do Senhor ao Inferno" pode ter sido influenciada por estas tradições ao se referir ao batismo como sendo um símbolo da "morte e do renascimento" (Colossenses 2:9–15) ou vice-versa.

## Interpretações da doutrina

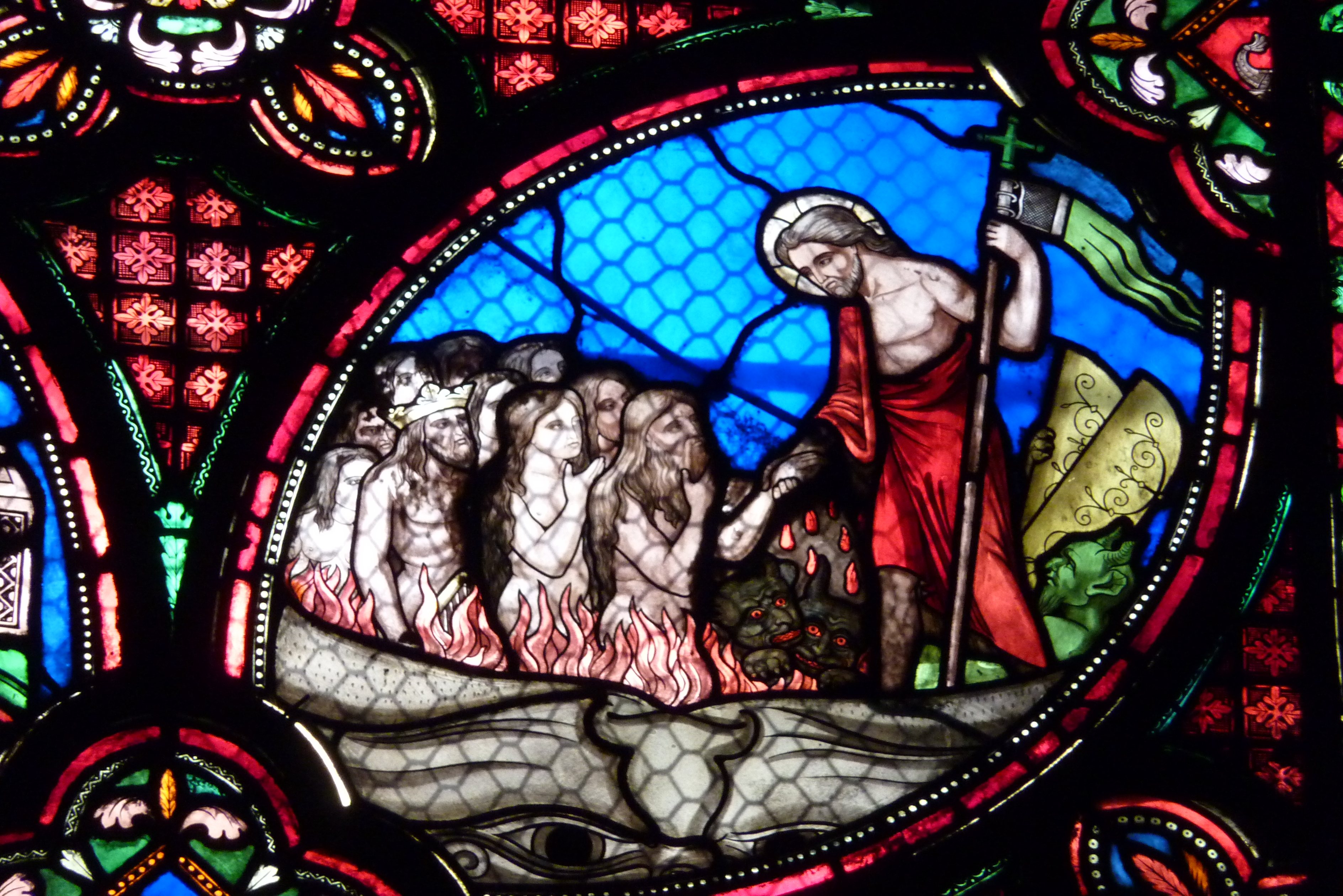
Descida de Jesus ao inferno.
Vitral na Igreja de Saint-Germain-l'Auxerrois em Paris.

### Católicos
Há uma antiga homilia sobre a descida ao inferno, de autoria desconhecida, chamada geralmente de "A Descida do Senhor ao Inferno", que é a segunda leitura na parte das leituras da missa no Sábado de Aleluia na Igreja Católica.
O Catecismo da Igreja Católica (§636) afirma o seguinte:
| “ | 636. Na expressão «Jesus desceu à mansão dos mortos», o Símbolo confessa que Jesus morreu realmente, e que, por ter morrido por nós, venceu a morte e o Diabo «que tem o poder da morte» (Hebreus 2:14). | ” |

Portanto, a palavra "inferno" é utilizada nas escrituras e no Credo dos Apóstolos para fazer referência à "mansão dos mortos", sejam justos ou maus, até que (e se) que eles possam ser admitidos no céu (vide §633 do Catecismo). Esta "mansão dos mortos" é o "inferno" para onde Jesus desceu. Sua morte libertou da exclusão do céu os justos que morreram antes de sua chegada:
| “ | Foram precisamente essas almas santas, que esperavam o seu libertador no "Seio de Abraão, que Jesus Cristo libertou quando desceu à mansão dos mortos. Jesus não desceu à mansão dos mortos para de lá libertar os condenados, nem para abolir o inferno da condenação, mas para libertar os justos que O tinham precedido. | ” |

A conceituação da "mansão dos mortos" como um lugar, embora seja possível e costumeira, não é obrigatória (os documentos da Igreja, como os catecismos, falam de um "estado ou lugar"). Alguns defendem que Cristo não esteve na morada dos condenados, que é geralmente compreendido atualmente como sendo o "inferno". Por exemplo, Tomás de Aquino ensinava que Cristo não foi ao "inferno dos perdidos", mas "ele os envergonhou por sua falta de fé e maldade; mas para os que estavam presos no purgatório ele deu esperança de obterem a glória; enquanto que sobre os santos padres detidos no inferno apenas por conta do pecado original, ele lançou a luz da glória eterna".
Enquanto alguns defendem que Cristo meramente desceu até o "limbo dos profetas" outros, principalmente o teólogoHans Urs von Balthasar (inspirado pelas visões de Adrienne von Speyr), defendem que foi mais do que isso e que a descida envolveu sofrimento da parte de Jesus. Uma vez que tanto João Paulo II quanto Bento XVI elogiaram a teologia de Balthasar e alguns não enxergam uma posição doutrinária precisa da igreja sobre este ponto, este é um tema no qual as diferenças e a especulação teológica é permissível sem transgredir os limites da ortodoxia.

### Igreja Ortodoxa

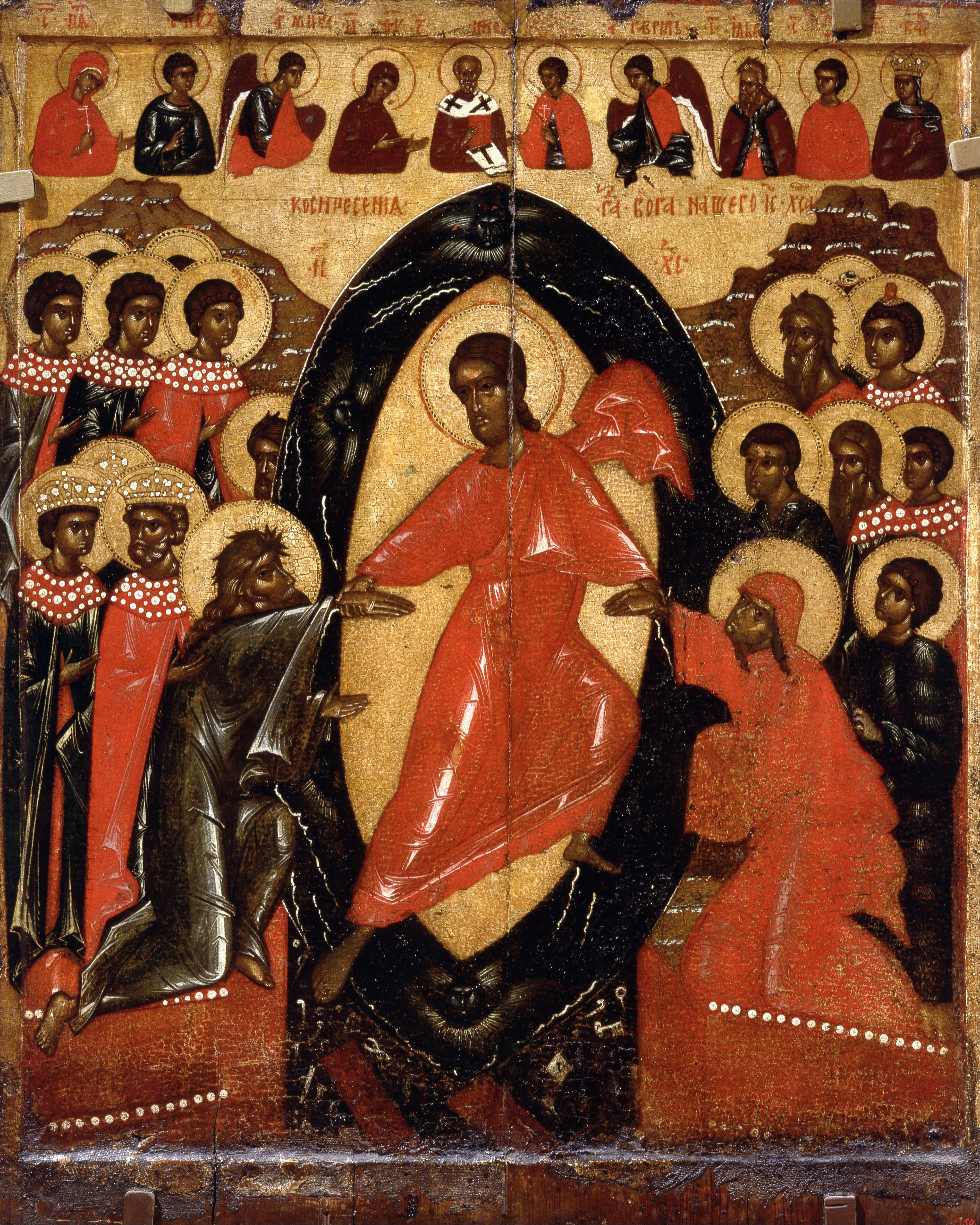
Descida de Jesus ao inferno.
Séc. XV. Ícone russo de autoria desconhecida atualmente no Museu Russo em São Petersburgo.

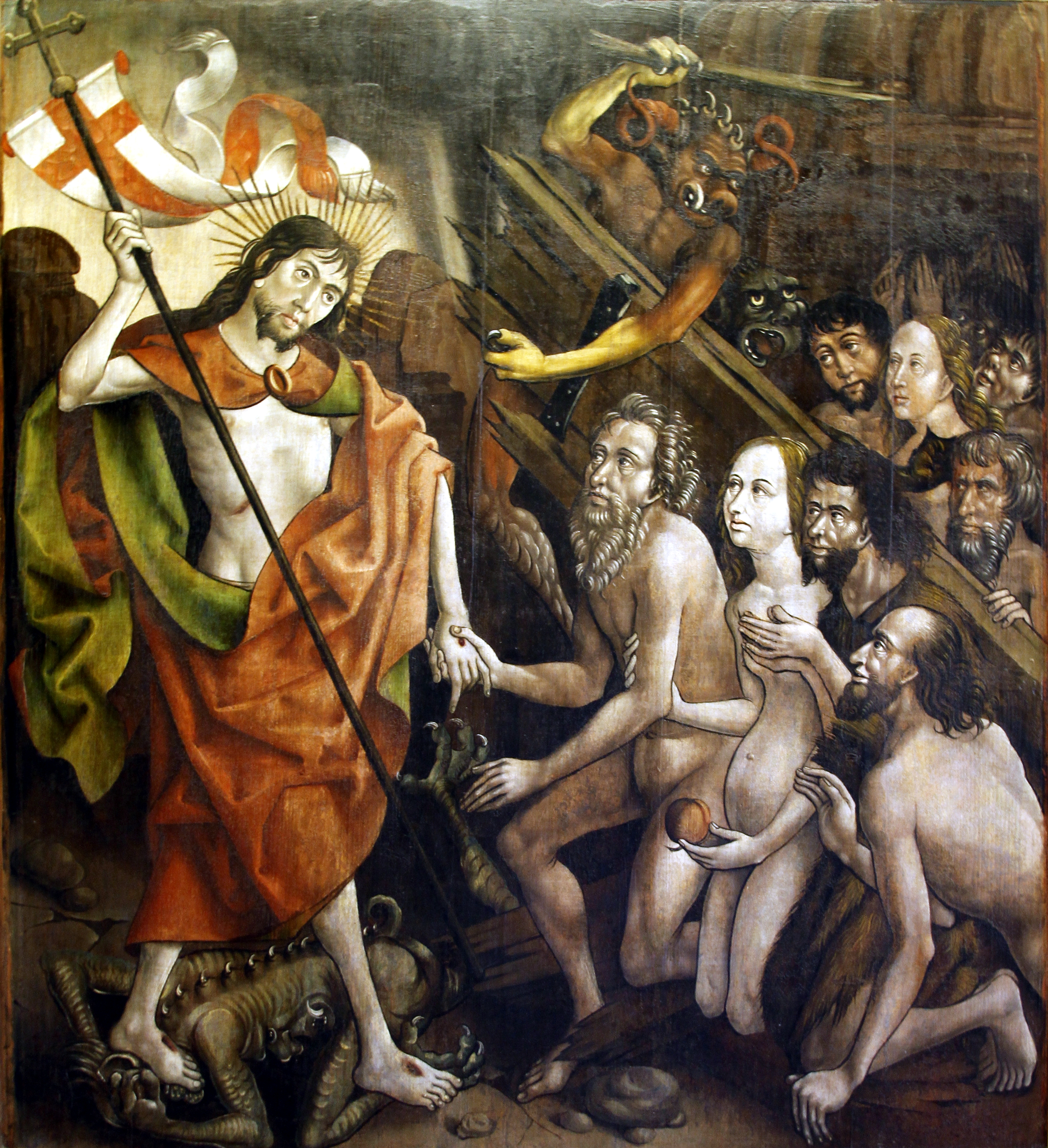
Descida de Jesus ao inferno num dos painéis da "Paixão de Rotemburgo".
1494. No Reichsstadtmuseum de Rothenburg ob der Tauber, na Baviera.

A "Homilia Pascal" de João Crisóstomo trata do tema da descida ao inferno e é lida tipicamente durante a Vigília Pascal, o maior dos serviços litúrgicos da Igreja Ortodoxa durante a celebração da Pascha.
A descida ao inferno é geralmente mais comum e tem uma importância maior na iconografia ortodoxa do que na tradição ocidental. É o ícone tradicional do Sábado de Aleluia e é utilizado durante a temporada da Páscoa e nos domingos durante o ano todo. O ícone tradicional para a ressurreição de Jesus não representa simplesmente o ato físico de Jesus saindo do santo sepulcro, mas também mostra o que a fé ortodoxa acredita ser a realidade espiritual do que a morte e ressurreição representam.
O ícone mostra Jesus, vestido de branco e dourado para simbolizar sua majestade divina, de pé às portas dos insolentes portões de Hades (também chamados de "Portões da Morte"), que estão quebrados e caíram na forma da cruz, ilustrando a crença de que, através de sua morte na cruz, Jesus venceu a morte. Ele está segurando Adão e Eva e puxando-os para fora de Hades. Tradicionalmente, ele não aparece segurando-os pelas mãos e sim pelos pulsos, ilustrando o ensinamento teológico de que a humanidade não consegue se livrar sozinha do pecado original, algo que só pode ser obtido por obra da energia de Deus. Jesus está rodeado por várias figuras do Antigo Testamento (Abraão, David, Moisés entre outros); a parte de baixo do ícone mostra o Hades como um fosso de trevas, geralmente com vários pedações de correntes e cadeados quebrados jogados. Frequentemente, uma ou duas figuras aparecem nas trevas, ainda presas nas correntes, geralmente identificadas como personificações da morte e/ou do Diabo.

### Luteranismo
Martinho Lutero, num sermão realizado em Torgau em 1533, afirmou que Cristo desceu ao inferno. A Fórmula da Concórdia (a confissão de fé luterana) afirma: "Acreditamos simplesmente que a pessoa inteira, Deus e ser humano, desceu ao inferno após seu sepultamento, conquistou o diabo, destruiu o poder do inferno e tomou do diabo todo o seu poder (art. XI)."
Muitas tentativas se fizeram apos a morte de Lutero para sistematizar sua teologia sobre a descida ao inferno, se ele desceu vitorioso ou humilhado, por exemplo. Para Lutero, porém, a derrota ou "humilhação de Cristo" não pode ser jamais completamente separada de sua glorificação vitoriosa.

### Calvinismo
João Calvino expressou sua preocupação de que muitos cristãos jamais consideraram seriamente o que é ou significa ter sido redimido do julgamento de Deus. Ainda assim, esta é nossa crença: obedientemente sentir o quanto a nossa salvação custou ao Filho de Deus." A conclusão de Calvino foi que "a descida de Cristo ao inferno foi necessária para a redenção dos cristãos, pois Cristo de fato sofreu as consequências dos pecados que ele redimiu.".

## Mortalismo cristão
As visões apresentadas tem de comum entre si a crença cristã da imortalidade da alma. O ponto de vista dos mortalistas de um estado intermediário requer uma visão alternativa de Atos 2:27 e Atos 2:31, defendendo que o Novo Testamento utiliza o "inferno" como equivalente ao uso da palavra "Hades" na Septuaginta e, portanto, ao Sheol no Antigo Testamento. William Tyndale e Martin Bucer de Estrasburgo argumentaram que Hades em Atos 2 é apenas uma metáfora para "túmulo" ou "cova". Outros pensadores reformados como Christopher Carlisle e Walter Deloenus em Londres, argumentaram que o artigo deveria simplesmente ser retirado do credo. Por conta de suas crenças mortalistas, Milton evitou o episódio da descida ao inferno. Além disso, as interpretações mortalistas de Atos 2 também encontram eco entre os anglicanos mais modernos, como E. W. Bullinger.
Enquanto os que defendem a visão mortalista sobre a alma concordam que na "descida ao inferno" Jesus não poderia encontrar nenhuma alma consciente para ser visitada, a questão sobre se o próprio Cristo teria morrido ou ficado apenas "inconsciente", suscita diferentes respostas:
- Para a maior parte dos defensores do "sono da alma" protestantes, como Martinho Lutero, Cristo não passou pela mesma condição de morte e, enquanto seu corpo esteve em Hades, Cristo, como a segunda pessoa da Trindade, estava consciente no céu.[15]
- Para os mortalistas cristãos que também são antitrinitários, como os socinianos e os cristadelfianos, a máxima "os mortos não sabem de nada" inclui também Jesus durante os três dias de sua "morte".[16]